# Enrique Luzuriaga
Enrique Miguel Luzuriaga (Buenos Aires, Confederación Argentina, 29 de septiembre de 1844 - Buenos Aires, Argentina, 20 de julio de 1930) fue un militar y político argentino. Fue el tercer gobernador del Territorio Nacional del Chaco, desde la Organización de los Territorios Nacionales de 1884(Ley 1532), entre el 18 de agosto de 1893 al 28 de enero de 1905 (4 períodos).

## Biografía
Enrique Miguel Luzuriaga Gigena nació el 29 de septiembre de 1844 en la ciudad de Buenos Aires, perteneciente en ese entonces a la Confederación Argentina. Era hijo de Máximo Luzuriaga y Francisca Gigena, quienes contrajeron matrimonio el 25 de febrero de 1842 en dicha ciudad; Luzuriaga fue bautizado dos meses después de su nacimiento. En 1859 fue ayudante voluntario y luchó en la Isla Martín García contra la escuadra de la Confederación; días después participó en la defensa de la Capital sitiada por los vencedores de Cepeda.
En la Campaña de Pavón actuó como alférez, contando apenas con 17 años de edad sin el consentimiento de su madre.
Desde fines del año 1862 a enero de 1863, tomó parte en la Expedición al Desierto a las órdenes del Coronel Julio de Vedia.
En 1865 actuó en la batalla de Yatay. El 16 de abril de 1866 formó parte de las primeras fuerzas que invadieron el territorio paraguayo, en Itapirú. Luchó también en Uruguayana, Pehuajó, Estero Bellaco, Tuyutí, Boquerón y en Curupaytí; en esta batalla fue gravemente herido, habiéndole atravesado una bala de fusil sus dos muslos. Estando caído después de esa herida, recibe una bala perdida en una de sus rodillas que logró extraer utilizando la punta de su sable de combate. Para su sanación tuvo que regresar a Buenos Aires. Una vez recuperada su salud, se reincorporó al ejército de operaciones de Tuyú Cué donde asistió a la toma de Curupaytí y de Humaitá.
A las órdenes de Julio de Vedia marchó a la campaña de Entre Ríos contra López Jordán.
El 7 de mayo de 1883 fue nombrado Subdirector del Colegio Militar y el 29 de agosto de 1888 quedó interinamente a cargo de la dirección.
El 18 de agosto de 1893 fue nombrado Gobernador del Chaco Austral, desempeñando este cargo por cuatro períodos consecutivos (doce años), y el 28 de enero de 1905, cesó en el cargo por renuncia.
El 26 de febrero de 1897, dispuso la construcción de galpones y ranchos en Puerto Bermejo, a fin de socorrer a los vecinos pobres de esa localidad que habían quedado sin viviendas, azotados por las inundaciones.
En 1904 se constituyó el Consejo Escolar de Resistencia y el Sr. Gobernador actuaba como presidente.
Durante su gobierno se planificaron los ferrocarriles que se construirían poco después; entre otras, las líneas férreas que llegaron hasta el Paralelo 28.º para acercar las poblaciones del sur con las colonias santafecinas.[cita requerida]
Se construyó el puente levadizo sobre el río Negro; se construyeron puentes y balsas sobre los ríos que cortaban el camino entre Resistencia y Florencia; un puente sobre el río Palometa y otro sobre el Salado; se colocó una balsa en el río Salado y otra sobre el río de Oro; se construyó un puente en el Cangüi y también en el Guaycurú.
Se instaló la línea telefónica entre Resistencia y Barranqueras, y la telegráfica entre la ciudad capital y varias localidades: Puerto Bermejo, Las Palmas, Gral. Vedia y Barranqueras.[cita requerida]
Impulsó la construcción de la Iglesia (hoy Catedral), cuya inauguración fue el 9 de julio de 1898.
Se creó la primera escuela en el Territorio del Chaco, la Escuela N.º 1 “Benjamín Zorrilla”.
Se estudiaron con base científica las posibilidades económicas de las distintas zonas chaqueñas.
Esta figura notable del Ejército Argentino e impulsor efectivo del progreso chaqueño, tiene ganado un lugar prestigioso en nuestra historia.[cita requerida]
El 28 de noviembre de 1917 fue ascendido a General de Brigada.
Se casó en primeras nupcias con Elena Santucho en el año 1869, de quien enviudó y luego en el año 1880, a los 36 años, se casa en segundas nupcias con doña Idalina Fernández nacida en Goya, provincia de Corrientes en el año 1860. Según relatos de los familiares esta segunda esposa cuando contaba con 9 años de vida, juntamente con otros niños de su misma edad estuvo presenciando la primera boda de quien después resultaría ser su esposo de segundas nupcias. 
Con su primera mujer tuvo una sola hija de nombre Elena quien posteriormente contrajo enlace con un señor de apellido Gonzalez con quien tuvo descendencia.
Falleció en la Capital Federal, el 20 de julio de 1930, poco antes de cumplir los 86 años. Sus restos descansan en el Cementerio de la Recoleta, en el panteón destinado a los Guerreros del Paraguay.